# Steponas Kairys
Steponas Kairys ( pronunciació (?·pàg.); 20 desembre de 1878 (CJ) / 3 gener del 1879 a Užnevėžiai, prop d'Ukmergė - 16 de desembre de 1964 a Brooklyn) va ser un enginyer lituà, nacionalista, i socialdemòcrata. Va ser un dels 20 signants de la Declaració d'Independència de Lituània el 16 de febrer de 1918.

## Carrera d'enginyeria
Nascut a la municipalitat districtal d'Anykščiai, aleshores a l'Imperi Rus, Kairys es va graduar a l'Institut de Tecnologia de Sant Petersburg. A causa dels conflictes amb l'administració acadèmica en relació amb la seva participació en clubs estudiantils i manifestacions de dissidents, els seus estudis van ser interromputs de manera intermitent. Després de graduar-se, va treballar durant diversos anys en la construcció de ferrocarrils a les regions russes de Samara i Kursk. Va tornar a Lituània el 1912 i va treballar en els sistemes de subministrament i sanejament d'aigua de la ciutat a Vílnius, i després de l'ocupació polonesa de la ciutat deixa la capital temporal de Lituània, Kaunas. Després de 1923, va ser professor a la Universitat de Lituània a Kaunas, on el 1940, va rebre un doctorat honoris causa en enginyeria.

## Carrera política
Kairys es va unir al Partit Socialdemòcrata de Lituània el 1900. El partit ja s'havia separat dels socialdemòcrates russos i cercava la independència de Lituània. Kairys va ser elegit membre del Comitè Central del partit l'any següent i es va mantenir en els llocs de lideratge fins que el grup va cessar les seves activitats el 1944. Durant la Revolució russa de 1905, va participar en el Gran Seimas de Vílnius com a membre del presídium. El Gran Seimas expressà clarament les intencions de Lituània per esdevenir un Estat independent, o si més no per aconseguir una autonomia considerable de l'Imperi rus. El 1907, va ser un dels Kairys fou un dels 5 socialdemòcrates lituans triats per a la segona Duma. Abans de la Primera Guerra Mundial, Kairys treballà per promoure el seu partit i la socialdemocràcia.
Després de l'ocupació alemanya durant la guerra, Kairys es va involucrar activament amb les persones que buscaven a independència de Lituània. El 1917 va assistir a Conferència de Vílnius on fou elegit com un dels 20 membres del Consell de Lituània. Aquest consell va ser format per la conferència per tal de declarar i establir la independència de Lituània. La tasca, però, era extremadament difícil a causa de la presència a l'estat de la Wehrmacht alemanya. Els alemanys es va comprometre a reconèixer l'Estat si el consell acordava formar una federació permanent amb Alemanya. El Consell va emetre una declaració a aquest efecte l'11 de desembre de 1917. No obstant això, Alemanya no va complir la seva paraula i no va reconèixer l'estat. El consell va ser dissolt i Kairys amb altres tres es van retirar el 26 de gener de 1918. No obstant això, el 16 febrer de 1918 va tornar per a la signatura de la Declaració d'Independència de Lituània. En aquesta declaració no esmenta res en específic sobre les relacions amb Alemanya.
El Consell va procedir a negociar amb Alemanya, que ara exigia l'anul·lació de la decisió de 16 de febrer i va reconèixer l'Estat basat en la declaració de l'11 de desembre. El 13 de juliol de 1918, el Consell, amb l'esperança d'evitar d'incorporar-se a una unió personal amb la dinastia Hohenzollern, elegí Mindaugas II com a rei de Lituània. Això era inacceptable per a Kairys i va abandonar el consell, aquest cop permanentment. No obstant això, es va mantenir actiu en la política: va ser elegit membre de l'Assemblea Consitituent i els tres Seimas abans del cop d'estat de 1926. El règim autoritari d'Antanas Smetona col·loca Kayris a l'oposició.

## A l'exili
Després de la invasió de Lituània per part de la Unió Soviètica el 1940, es va formar el Comitè Suprem per l'Alliberament de Lituània ((lituà) Vyriausiasis Lietuvos išlaisvinimo komitetas o VLIK) i Kayris va esdevenir el seu president Kairys. L'organització aplegava gent de diverses tendències polítiques. L'abril de 1944 la majoria dels membres van ser arrestats per la Gestapo. Kairys va canviar el seu nom pel de Juozas Kaminskas i va tractar d'escapar a Suècia. Abans de mudar-se als Estats Units el 1952, va viure a Alemanya, on el VLIK va ser restablert. Kairys va tractar d'obtenir el suport polític a l'oposició democràtica socialista entre altres exiliats i expatriats. Durant l'última dècada de la seva vida, es va enfrontar a la malaltia i no pogué participar plenament en les diverses organitzacions polítiques. Es va publicar dos volums de les seves memòries. Kairys, finalment, fou reenterrat al cementiri Petrašiūnai de Kaunas.